# Lê Hồng Vân
Lê Hồng Vân là một nhà toán học nữ người Việt, bà hiện là giáo sư ở Viện Toán học, Viện Hàn lâm Khoa học Czech. Bà nhà toán học nữ Việt Nam trẻ nhất có bằng Tiến sĩ khoa học và là người thứ ba có bằng này trong ngành Toán sau Hoàng Xuân Sính và Nguyễn Thị Thiều Hoa. Bà đạt Giải thưởng của Hội Toán học Moscow năm 1990 và Giải thưởng Majorana của Viện Vật lý lý thuyết ICTP năm 1991.

## Sự nghiệp
Lê Hồng Vân Sinh tại Hà Nội, là con của nguyên Thứ trưởng Bộ Đại học và Trung học chuyên nghiệp Lê Văn Giang. Bà học phổ thông tại khối chuyên toán Trường Đại học Tổng hợp Hà Nội. Bà sang Liên Xô du học và tốt nghiệp ngành toán trường Đại học Lomonosov năm 1983.
Năm 1987, bà  bảo vệ luận án tiến sĩ với nhan đề "Минимальные поверхности в однородных пространствах" tại trường này dưới sự hướng dẫn của GS A.T. Fomenko.
Năm 1989, bà bảo vệ thành công luận án tiến sĩ khoa học với nhan đề "Эффективные калибровки в теории минимальных поверхностей" khi mới 28 tuổi, là nữ tiến sĩ khoa học trẻ nhất Việt Nam thời bấy giờ. Sau đó bà giành được học bổng Heisenberg làm sau tiến sĩ tại viện Max-Planck-Institute tại Bonn và Viện Toán Leipzig. Từ năm 2005 bà làm việc tại Viện Toán, Viện Hàn lâm Khoa học Czech.
Các hướng nghiên cứu chính của bà là Hình học vi phân, Giải tích toàn cục, Tôpô Đại số, Lý thuyết biểu diễn và và Hình học Thống kê.
Bà đạt Giải thưởng của Hội Toán học Moscow năm 1990 và Giải thưởng Majorana của Viện Vật lý lý thuyết ICTP năm 1991. Có hai người Việt Nam khác nhận được giải thưởng từ của viện này là GS Phạm Hoàng Hiệp (Giải thưởng Ramanujan 2019) và GS Đàm Thanh Sơn (Huân chương Dirac 2018).